# Třída Kawači
Třída Kawači byla třída predreadnoughtů japonského císařského námořnictva. Postaveny byly dvě jednotky této třídy. V prvoliniové službě byly v letech 1912–1923. Zatímco Kawači byla roku 1918 zničena vnitřním výbuchem, Seccu byla na základě Washingtonské konference odzbrojena a využívána jako pomocné plavidlo. Potopena byla na konci druhé světové války.

## Stavba
Byla to druhá třída bitevních lodí postavených japonskými loděnicemi. Konstrukčně vycházely z bitevní lodě Aki třídy Sacuma. Asi 20 % komponentů pocházelo ze zahraničí (oproti 60 % u třídy Sacuma). Obdobně jako u dreadnoughtů nesly silnou baterii 305mm kanónů, které však měly dvě různé délky hlavně a tedy i odlišnou balistiku. Třída Kawači proto není považována za plnohodnotné dreadnoughty. Postaveny byly dvě jednotky této třídy. Stavba proběhla v letech 1909–1912 v loděnicích v Jokosuce a v Kure.
Jednotky třídy Kawači:
| Jméno  | Loděnice | Založení kýlu  | Spuštěna        | Vstup do služby  | Poznámka |
| ------ | -------- | -------------- | --------------- | ---------------- | --- |
| Kawači | Jokosuka | 1. dubna 1909  | 15. října 1910  | 31. března 1912  | Dne 12. července 1918 byla v Tokujamském zálivu zničena vnitřním výbuchem. Zemřelo 700 osob. Vrak byl sešrotován.                                                                          |
| Seccu  | Kure     | 18. ledna 1909 | 30. března 1911 | 1. července 1912 | Roku 1922 odzbrojena, 1923 vyřazena a používána jako cílová loď. Dne 24. července 1945 potopena u Kure americkými palubními letadly z operačního svazu TF 38. Později byl vrak sešrotován. |

## Konstrukce

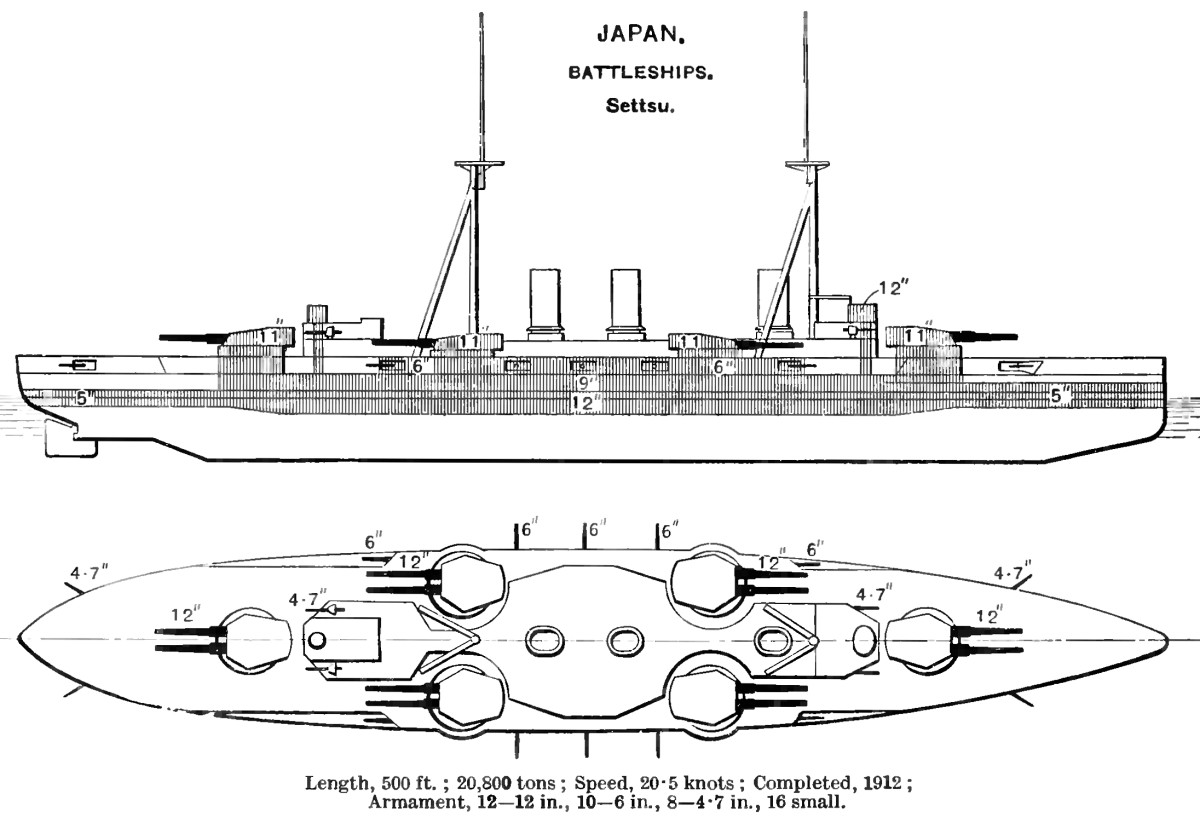
Základní uspořádání třídy Kawači

Hlavní výzbroj tvořily čtyři 305mm/50 kanóny ve dvoudělových věžích na přídi a na zádi, které doplňovalo osm 305mm/45 kanónů ve dvoudělových věžích. Dále nesly deset 152mm kanónů, osm 120mm kanónů, dvanáct 76mm kanónů a pět 457mm torpédometů. Pohonný systém tvořilo 16 kotlů Miyabara a dvě parní turbíny Curtis (vyrobené licenčně firmou Kawsaki) o výkonu 25 000 hp, pohánějící dva lodní šrouby. Nejvyšší rychlost dosahovala 20 uzlů. Dosah byl 2700 námořních mil při 18 uzlech.

### Modifikace

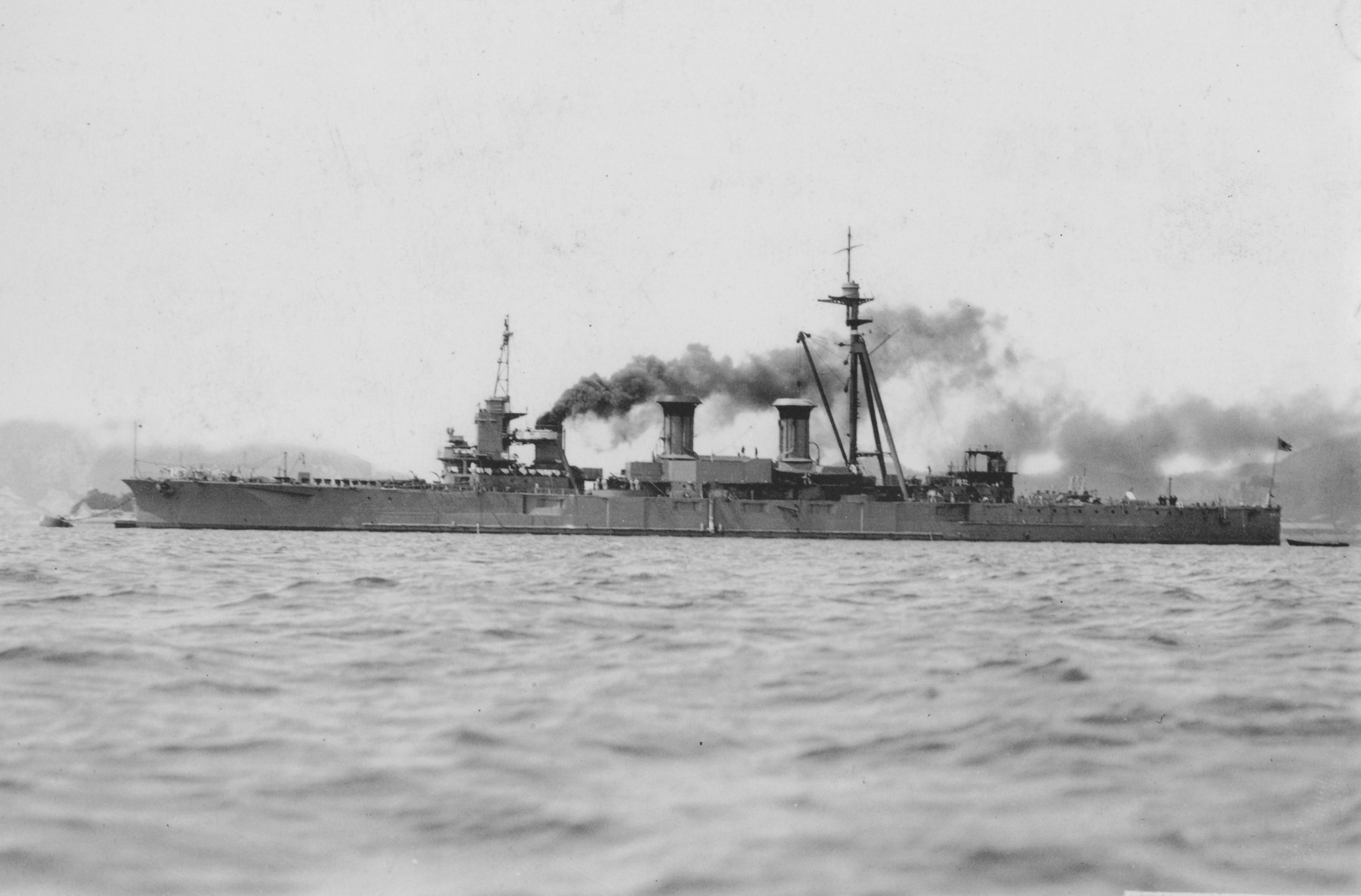
Cílová loď Seccu v roce 1940

V roce 1921 Seccu nenesla dosavadní 76mm kanóny, přičemž na střechy hlavních dělových věží byly rozmístěny čtyři protiletadlové 76mm kanóny. Dále byly odstraněny dva z torpédometů.
Seccu byla roku 1922 odzbrojena a následně upravena na cílovou loď, která byla řízena dálkově z torpédoborce Jukikaze. Prostřední komín byl odstraněn a rychlost poklesla na 16 uzlů. Z trupu byl odstraněn boční pancéřový pás. Roku 1940 byl vyměněn pohonný systém.